# Pristimantis eugeniae
Espèce
Synonymes
- Eleutherodactylus eugeniae Lynch & Duellman, 1997

Statut de conservation UICN

 EN B1ab(iii) : En danger
Pristimantis eugeniae est une espèce d'amphibiens de la famille des Craugastoridae.

## Répartition
Cette espèce est endémique d'Équateur. Elle se rencontre dans les provinces de Pichincha et de Cotopaxi entre 1 700 et 2 010 m d'altitude dans la cordillère Occidentale.

## Description
Les mâles mesurent de 25,2 à 26,0 mm et les femelles de 30,5 à 37,6 mm

## Étymologie
Cette espèce est nommée en l'honneur d'Eugenia Maria del Pino Veintimilla (1945-).

## Publication originale
- Lynch & Duellman, 1997 : Frogs of the genus Eleutherodactylus (Leptodactylidae) in western Ecuador: systematics, ecology, and biogeography. Special Publication, Natural History Museum, University of Kansas, no 23, p. 1-236 (texte intégral).